# لوبوسلاف بينيف
لوبوسلاف بينيف (بالبلغارية: Любослав Пенев)‏، من مواليد 31 أغسطس 1966، لاعب كرة قدم بلغاري سابق.
بدأ مسيرته الكروية مع نادي سيسكا صوفيا في عام 1984، وفي عام 1989 انتقل إلى نادي فالنسيا الإسباني، وبعدها انتقل إلى نادي أتلتيكو مدريد ونادي كومبوستيلا ونادي سيلتا فيغو، وقد لعب مع نادي أتلتيكو مدريد 44 مباراة وسجل 22 هدف.

## روابط خارجية
- لوبوسلاف بينيف على موقع الاتحاد الدولي (مؤرشف)  (الإنجليزية)
- لوبوسلاف بينيف على موقع الاتحاد الأوربي (الإنجليزية)
- لوبوسلاف بينيف على موقع قاعدة بيانات كرة القدم.إي يو (الإنجليزية)
- لوبوسلاف بينيف على موقع ناشيونال فوتبول تيمز (الإنجليزية)
- لوبوسلاف بينيف على موقع عالم كرة القدم.نت (الإنجليزية)
- لوبوسلاف بينيف على موقع كووورة